# Abbandonato (Los ejes de mi carreta)
Abbandonato (Los ejes de mi carreta) è un singolo di Vinicio Capossela tratto dall'album Rebetiko Gymnastas. Il brano è una traduzione del brano Los ejes de mi carreta di Atahualpa Yupanqui.

## Tracce
Download digitale
1. Abbandonato (Los ejes de mi carreta) - 4:18